# Карл Юхан Ліндберг
Карл Юхан Ліндберг (швед. Carl Johan Lindberg; 3 березня 1837, Аскайнен, нині в складі міста Маску, Фінляндія — 21 грудня 1914, Стокгольм) — фінсько-шведський скрипаль і музичний педагог. Брат піаністки Алі Ліндберг, батько скрипачки Сігрід Ліндберг.

## Біографія
Почав навчатися музики у працював в Гельсінкі у німецького диригента Карла Гансцауге, потім у Фредріка Паціуса. У 17 років дебютував публічно.
У 1856-1858 роках навчався в Лейпциській консерваторії у Фердінанда Давіда, потім в Ганновері у Йозефа Йоахіма.
У 1861-1868 роках працював скрипалем у Гельсінкі, проте потім влаштувався в Стокгольмі і до кінця життя працював переважно в Швеції — особливо після того, як його домагання на посаду музичного диркетора Гельсингфорського університету після відставки Паціуса в 1869 року були зустрінуті відмовою.
З 1873 року викладав у Королівській Вищій школі музики, з 1897 року — професор. Серед численних учнів Ліндберга — найбільші скандинавські музиканти: Тур Аулін, Хуго Альвен, Хельмер Александерссон та ін.
У 1903 році вийшов на пенсію і 21 грудня 1914 помер у Стокгольмі на 78 році життя.